# Alperschonbach
Alperschonbach är ett vattendrag i Österrike.   Det ligger i förbundslandet Tyrolen, i den västra delen av landet, 500 kilometer väster om huvudstaden Wien.
I omgivningarna runt Alperschonbach växer i huvudsak barrskog. Runt Alperschonbach är det ganska glesbefolkat, med 26 invånare per kvadratkilometer.